# 1,2-二氨基环己烷
1,2-二氨基环己烷（英語： 或 ，缩写DACH）是一种含氮有机化合物，化学式C6H10(NH2)2，存在三种立体异构体：顺式、(1R,2R)-反式和(1S,2S)-反式。